# 罗迪氏绿心木
罗迪氏绿心木（Chlorocardium rodiei）是樟科开花植物的一个品种。它是绿心木属中的两个物种之一。罗迪氏绿心木原产于南美洲的圭亚那和苏里南。其他的俗称包括齿轮木（cogwood）、demerara greenheart、ispingo moena、西皮里（sipiri）、贝比鲁树（bebeeru，bibiru）。
它是一种常青树，高15至30米，树干直径为35至60厘米。叶片呈对向排列，单叶，边缘光滑。果实是一种核果，含有一颗种子。
绿心碱（一种环状双苄基异喹啉生物碱）最早是从罗迪氏绿心木中分离出来的。这种木材质地非常坚硬牢固，以至于无法用标准工具进行加工。绿心木在海洋环境下很耐用，所以它被用来建造码头和其他结构，在早期也被用于制作飞鱼钓竿。据估计，绿心木原始种群的15％至28％已经被采伐。该物种作为商业木材的使用开始于18世纪末，但大部分的采伐是在1967年引入电锯后发生的。
在罗尔德·阿蒙森和欧内斯特·沙克尔顿的极地探险中闻名于世的前进号和耐力号是有史以来最坚固的两艘木船。为了防止被冰块压垮，这两艘船都采用了绿心木护套。
绿心木经常被用于加勒比海部分地区的建筑项目，当地的木蚁在传统的松木建筑中会导致许多问题。它还被用来建造利物浦的码头闸门，如曼彻斯特码头闸门。